# József Gelei
József Gelei (Kunmadaras, 29 de junho de 1938) é um ex-futebolista e treinador húngaro que foi campeão olímpico. 

## Carreira
József Gelei fez parte do elenco que ganhou a medalha de ouro nos Jogos Olímpicos de 1964. Ele também participou da Copa do Mundo de 1966.

## Ligações Externas
- Perfil (em português)